# Need for Speed: Payback
Need for Speed: Payback är ett racingspel, utvecklat av det svenska företaget Ghost Games och som släpptes den 10 november 2017 av Electronic Arts. Spelet är den tjugotredje i spelserien Need for Speed.

## Handling
Spelet utespelar sig i Silver Rock, Fortune Valley, en stor öppen värld med fokus på street racing. Spelaren kan spela som tre karaktärer, Tyler "Ty" Morgan, Sean "Mac" McAlister, och Jessica "Jess" Miller. Alla karaktärer har olika färdigheter, som jobbar tillsammans i ett gäng.
Spelet har en 24-timmars dygnscykel, vilket gör det möjligt att köra under olika tider på dygnet. 